# Czeska Formuła 3
Czeska Formuła 3 – cykl wyścigów samochodowych według przepisów Formuły 3, organizowany w Czechach od 1995 roku.

## Historia
Po rozpadzie Czechosłowacji w Czechach ścigano się samochodami takich kategorii, jak Formuła Škoda i Formuła Easter. Reaktywacja wyścigów Formuły 3 (odbywających się już w Czechosłowacji) nastąpiła w 1995 roku, kiedy to utworzono kategorię samochodów wyścigowych do dwóch litrów. Pierwszym mistrzem został Tomáš Karhánek. Rok później mistrzostwa uzyskały oficjalną nazwę F3. W 2002 roku nastąpiło utworzenie dywizji 3, w której zwyciężały między innymi napędzane silnikami Škoda czeskie pojazdy marek Faster, FiKS czy Tomis.

## Mistrzowie
| Sezon | Mistrz                | Zespół                    | Samochód                |
| ----- | --------------------- | ------------------------- | ----------------------- |
| 1995  | Tomáš Karhánek        | TKF Racing                | Dallara F393-Opel       |
| 1996  | Helmut Kopp           | Shannon Racing Team       | Dallara F394-Opel       |
| 1997  | Leoš Prokopec         | Leoš Prokopec Racing Team | Dallara F397-Fiat       |
| 1998  | Leoš Prokopec         | Czech National Team       | Dallara F397-Fiat       |
| 1999  | André Fibier          | Franz Wöss Racing         | Dallara F397-Opel       |
| 2000  | Marco Schärf          | Fritz Kopp Racing         | Dallara F398-Opel       |
| 2001  | Jaroslav Kostelecký   | Czech National Team       | Dallara F399-Opel       |
| 2002  | David Palmi           | Palmi Motorsport          | Faster 99-Škoda         |
| 2003  | Tomáš Chabr           | Chabr Motorsport          | Tomis 99-Škoda          |
| 2004  | Jiří Mičánek          | Mičánek Motorsport        | Van Diemen              |
| 2005  | Adam Kout             |                           | FiKS 03-Škoda           |
| 2006  | Igor Lešinský         | ASK Formule Havířov       | Van Diemen RF-01        |
| 2007  | Igor Lešinský         | ASK Formule Havířov       | Van Diemen RF-01        |
| 2008  | Tomáš Chabr           | Chabr Motorsport          | Tomis 02-Škoda          |
| 2009  | Zbyněk Passer         |                           | Van Diemen RF-02        |
| 2010  | Jan Skála             | FormulaStar Klub          | Gloria C8F-Yamaha       |
| 2011  | Petr Trnka            | Trnka Racing              | Gloria C8F-Yamaha       |
| 2012  | Petr Trnka            | Trnka Racing              | Gloria C8F-Yamaha       |
| 2013  | Christopher Höher     | Franz Wöss Racing         | Dallara F305-OPC        |
| 2014  | Christof von Grünigen | Daltec Racing             |                         |
| 2015  | Christopher Höher     | Franz Wöss Racing         | Dallara F308-Mercedes   |
| 2016  | Paolo Brajnik         | Puresport                 | Dallara F308-Volkswagen |
| 2017  | Antonín Sus           |                           | Dallara F302-Opel       |
| 2018  | Paolo Brajnik         | PB 212                    | Dallara F308-Volkswagen |
| 2019  | Tom Beckhäuser        | Franz Wöss Racing         | Dallara F308-OPC        |
| 2020  | Paolo Brajnik         |                           | Dallara F318            |